# Cigagade
Cigagade is een bestuurslaag in het regentschap Garut van de provincie West-Java, Indonesië. Cigagade telt 4768 inwoners (volkstelling 2010).